# Branford (Connecticut)
Branford es un pueblo ubicado en el condado de New Haven en el estado estadounidense de Connecticut. En el año 2005 tenía una población de 29,089 habitantes y una densidad poblacional de 511 personas por km².

## Geografía
Ashford se encuentra ubicado en las coordenadas 41°16′40″N 72°47′59″O / 41.27778, -72.79972.

## Demografía
Según la Oficina del Censo en 2000 los ingresos medios por hogar en la localidad eran de $58,009 y los ingresos medios por familia eran $69,510. Los hombres tenían unos ingresos medios de $46,927 frente a los $35,947 para las mujeres. La renta per cápita para la localidad era de $32,301. Alrededor del 4.1% de la población estaban por debajo del umbral de pobreza.